# 纽卡斯尔 (南非)

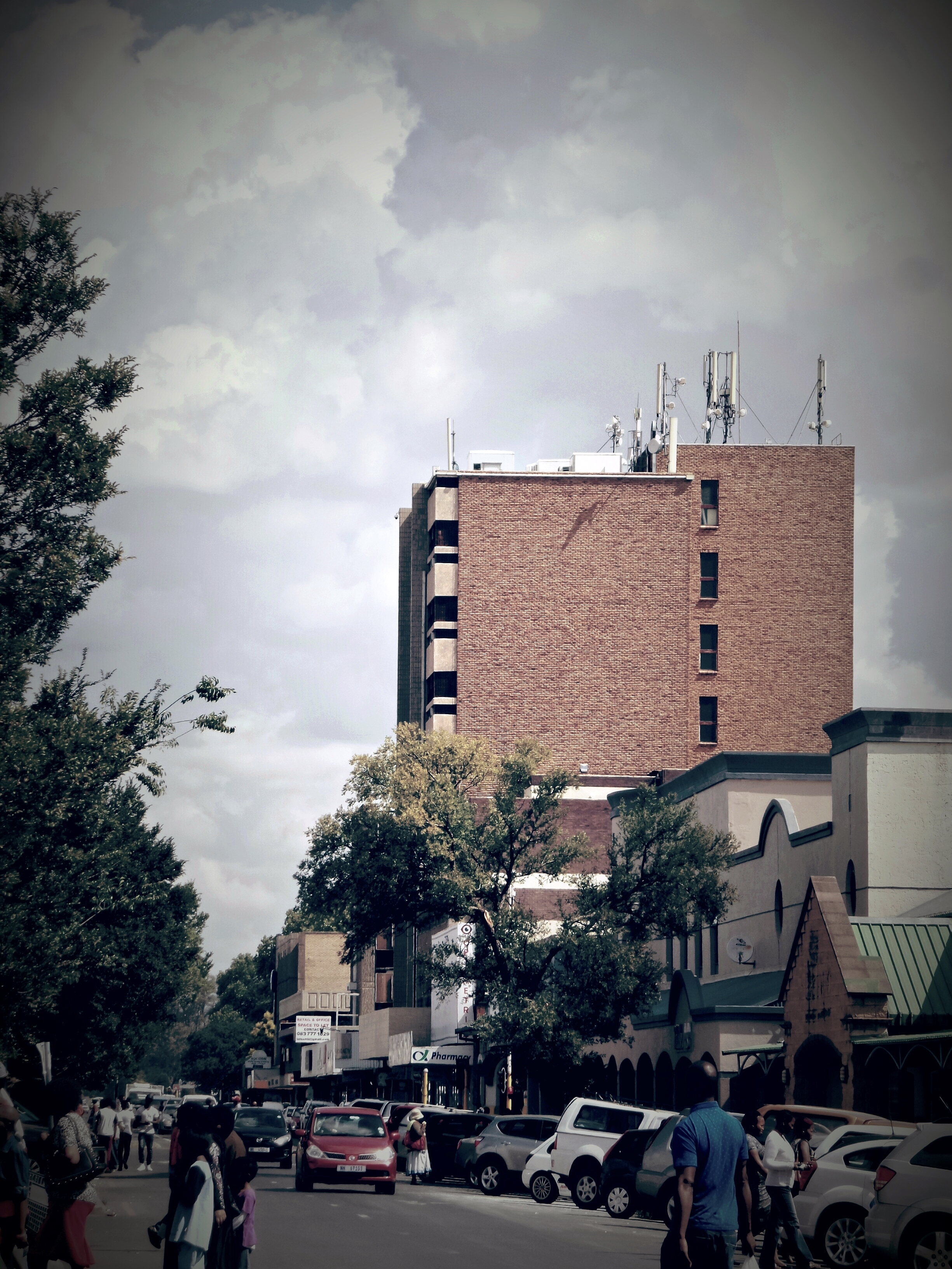
纽卡斯尔

纽卡斯尔（Newcastle）是南非夸祖鲁-纳塔尔省一个拥有现代工业的城市。

## 概況
占地: 75.79 平方公里 (29.26 平方英里)，人口: 56,144 人。是南非南非伊斯科钢厂(ISCOR)第三大炼铁厂所在地。也是纳托尔省的第四座城市，城市建城于1864年。纽卡素这个名字取自于大英帝国殖民地秘书长纽卡斯尔公爵。 1887年建造了阿米尔城堡(Fort Amiel)用来防御祖鲁人。为了纪念维多利亚女皇的喜庆时节而在1897年建成了一座砂岩的市政厅。这座小城在第一次波尔战争和第二次波尔战争时期作为英军的补给军用站。

## 地理位置

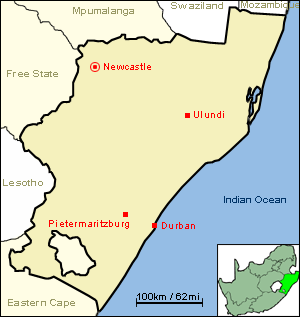

龍山山脈位于城市的西侧。新堡位於夸祖鲁-纳塔尔省的西北角。距離南非最大城約翰尼斯堡約300公里，離非洲吞吐量第一大港德班約350公里。最近的國際機場是約翰尼斯堡的奧利弗·坦博國際機場。 

## 人口組成
纽卡素的人口由黑人，白人，印度人和东亚裔所组成。东亚裔大多来自台湾，自1980年開始，大批台商依南非非常诱人的税法被吸引了来到南非在马达代尼附近设立了多个紡織工厂，大批雇用的职工大都是祖鲁人。為當地經濟打下了相當的基礎。
台湾移民黄士豪曾任该市副市长。西元2000後，大批華裔移民潮湧進南非。新堡也增添了不少居留下來的華人，大部分為中國福建移民，也有一定數目的台灣與香港華人。
目前市議會有台商-劉權毅擔任市議員。

## 國際關係
友好城市: 中國淄博市 (始於 2002)
友好城市: 中國南昌市 (始於 2010)

## 外部連結
- 阿米尔城堡,FORT AMIEL
- 地图和时区
- Newcastle - KwaZulu Natal South Africa （页面存档备份，存于）